# Ghidra
Ghidra är ett verktyg för reverse engineering som är utvecklat av amerikanska National Security Agency (NSA). Verktyget släpptes i mars 2019, med källkod tillgänglig på Github.
Verktyget och det grafiska gränssnittet är huvudsakligen skrivet i Java, medan komponenten för dekompilering är skriven i C++.

## Användning
Ghidra har använts för att förstå funktionaliteten hos firmware, vilket i sin tur har använts för att vidareutveckla Coreboot. Ghidra används även vid analys sabotageprogram, och användning lärs ut i kurser inom området.